# Thạch sùng
Thạch sùng (danh pháp khoa học: Hemidactylus frenatus) là loài bò sát bản địa Đông Nam Á. Chúng thường bò trên tường nhà để tìm thức ăn như nhện, ruồi muỗi, kiến, gián... Nhờ tàu biển và các hoạt động hàng hải, ngày nay thạch sùng đã di thực đến nhiều nơi như miền nam Hoa Kỳ, khu vực nhiệt đới và cận nhiệt đới thuộc Úc, cũng như nhiều quốc gia thuộc Nam Mỹ, Trung Mỹ, Châu Phi, Châu Á và Trung Đông. Con trưởng thành có chiều dài khoảng 7,5 cm đến 15 cm. Tuổi thọ của thạch sùng khoảng 5 năm.

## Môi trường sống và chế độ ăn uống củathạch sùng
Thạch sùng thể hiện sự ưa thích rõ ràng đối với môi trường đô thị. Loài này thể hiện xu hướng săn tìm côn trùng khi ở gần ánh đèn đô thị. Chúng đã được tìm thấy ở vùng đất bụi rậm, nhưng bằng chứng hiện tại dường như cho thấy chúng có sở thích về môi trường đô thị, với sự phân bố của chúng chủ yếu được xác định theo các khu vực trong hoặc gần ranh giới thành phố.
Thạch sùng thường thích những khu vực có ánh sáng gần các vết nứt hoặc những nơi có thể thoát ra ngoài.  Những con thạch sùng sống trong điều kiện khó thoát khỏi nguy hiểm tiềm ẩn sẽ thay đổi hành vi như xuất hiện muộn hơn vào ban đêm và rút lui sớm hơn vào ban ngày để thích nghi. Nếu không được tiếp cận với cảnh quan đô thị, chúng có vẻ thích môi trường sống bao gồm rừng tương đối rậm rạp hoặc rừng bạch đàn gần với rừng kín hơn.
Việc lựa chọn môi trường sống chủ yếu ở thành thị đã tạo ra các loại thức ăn ưa thích của thạch sùng. Phần lớn khẩu phần ăn của thạch sùng được tạo thành từ các loài động vật không xương sống, với lại chủ yếu bị săn bắt xung quanh các công trình đô thị. Nguồn thức ăn chính của thạch sùng bao gồm gián, mối, một số loài ong và ong bắp cày, bướm, bướm đêm, ruồi, nhện và một số nhóm bọ cánh cứng. Một số bằng chứng cho thấy việc ăn thịt đồng loại có thể xảy ra trong điều kiện phòng thí nghiệm, nhưng điều này vẫn chưa được quan sát thấy trong tự nhiên.

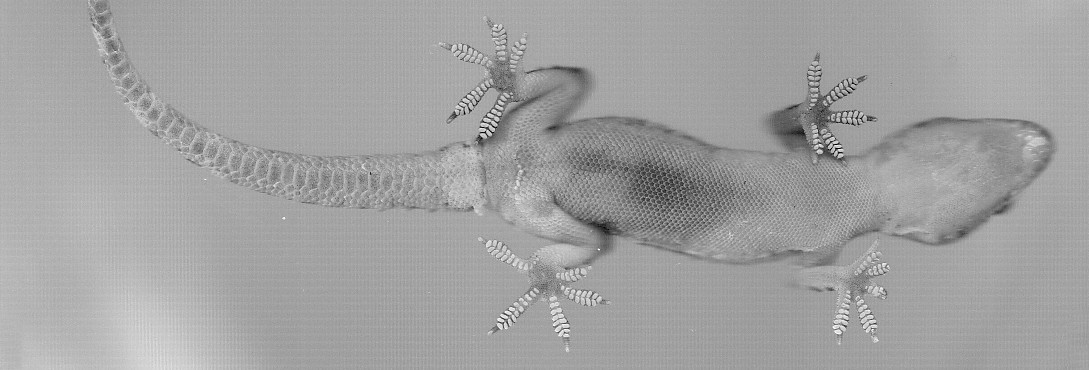
Hình ảnh bụng thạch sùng.

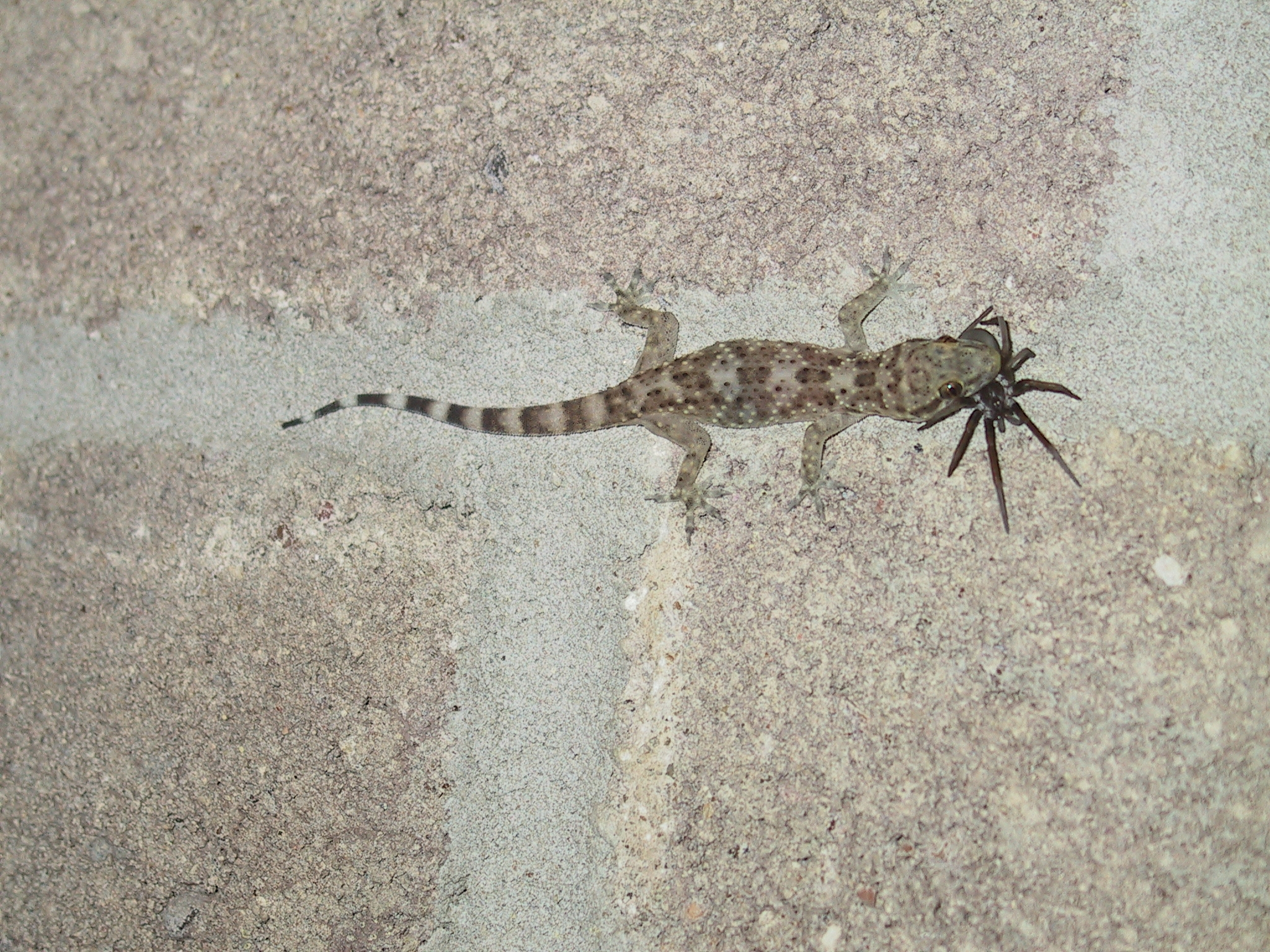
Một con thạch sùng săn nhện

## Loài xâm lấn
Có bằng chứng cho thấy sự hiện diện của loài Thạch Sùng (H. frenatus) đã tác động tiêu cực đến quần thể bò sát bản địa trên khắp vùng nhiệt đới châu Á, Trung Mỹ và Thái Bình Dương.
Một số loài đã được di dời bao gồm:
- Lepidodactylus lugubris
- Hemidactylus garnotii
- Chi Nactus được tìm thấy ở Quần đảo Mascarene (3 loài trong chi này đã xác định tuyệt chủng)

Là một loài du nhập, chúng gây ra mối đe dọa thông qua sự xâm nhập tiềm ẩn của các loại ký sinh trùng và bệnh tật mới, nhưng có những tác động tiêu cực tiềm ẩn vượt ra ngoài giới hạn điều này. Nguyên nhân chính của mối quan tâm dường như tồn tại xung quanh hành vi loại trừ của chúng và sự cạnh tranh của các loài tắc kè khác. Về mặt triết học, ba lời giải thích đã được đưa ra để biện minh cho khả năng của H. frenatus để cạnh tranh với các loài bò sát khác:
1. Sở hữu kích thước cơ thể nhỏ hơn. Chúng không thể thay thế các loài bản địa lớn hơn chúng.
2. Con đực H. frenatus biểu hiện mức độ hung dữ cao hơn con cái của các loài bò sát nhỏ khác (đặc biệt là các loài sinh sản với con cái vô tính).
3. Những con cái hữu tính thể hiện khả năng cạnh tranh cao hơn so với những con cái vô tính.
Những khác biệt này mang lại cho H. frenatus một lợi thế cạnh tranh trong các khu vực đô thị hạn chế mà chúng ưu tiên sinh sống, đặc biệt là những khu vực có mức độ chia cắt môi trường sống cao. Để kết hợp điều này, chúng cũng có khả năng hoạt động ở mật độ cao hơn, dẫn đến tăng khả năng nhìn thấy thạch sùng và sinh khối trong một khu vực nhiều hơn, ngay cả sau khi giảm mật độ loài bản địa. Thạch sùng cũng thể hiện khả năng chịu đựng ở mức độ ánh sáng cao hơn, điều này có thể cho phép tăng phần thưởng rủi ro khi nỗ lực săn bắn. Cũng có một số ít bằng chứng về việc ăn thịt đồng loại, săn bắt các loài thạch sùng nhỏ khác, đặc biệt là con non. Hầu hết bằng chứng này là trong điều kiện phòng thí nghiệm, với một số nghiên cứu không tìm thấy bằng chứng về việc ăn thịt đồng loại trong tự nhiên đối với loài này.
Một số con đực có tính cách lãnh thổ hơn những con khác. Con đực với tính cách lãnh thổ sẽ hiển thị phần đầu của nó lớn hơn, với hình dạng đầu rõ ràng hơn. Sự gia tăng kích thước đầu này làm phát sinh cái giá của việc hiệu suất kém hơn trong thời gian chạy nước rút. Điều này cho thấy áp lực có chọn lọc ưu tiên khả năng chịu lực cắn của con đực, vượt quá khả năng của chúng để trốn thoát nhanh chóng. Ngược lại, sự gia tăng kích thước phần đầu của con cái đi kèm với sự gia tăng tương ứng về chiều dài chi sau và không giảm tốc độ. Mặc dù cả hai giới tính đều sử dụng việc chạy nước rút như một chiến lược sinh tồn, nhưng con đực có nhiều khả năng cần phải dừng lại và chiến đấu bằng cách cắn, do khả năng vận động giảm do kích thước phần đầu và chân sau không tương xứng, điều này có tương quan với các hành vi lãnh thổ bản địa.
Sự thành công của loài thạch sùng cũng có thể được giải thích thông qua các yếu tố cạnh tranh khác, chẳng hạn như tư thế hiển thị và các kiểu di chuyển. Một ví dụ về điều này là cách thạch sùng có thể kích hoạt "phản ứng tránh né" với loài L. lugubris, khiến nó phải tránh một khu vực cụ thể nơi có thể có sẵn thức ăn. Mặc dù gây ra sự né tránh ở các loài khác, nhưng bản thân chúng có thể chịu đựng tốt sự hiện diện của các loài bò sát khác, bất kể loài đó nhỏ hơn hay lớn hơn, nhanh hơn hay chậm hơn, hoặc hung dữ hơn hay không. Điều này cho phép chúng tiếp cận nhiều hơn với các khu vực và lãnh thổ kiếm ăn, khiến chúng trở thành loài xâm lấn rất thành công.

## Hình ảnh

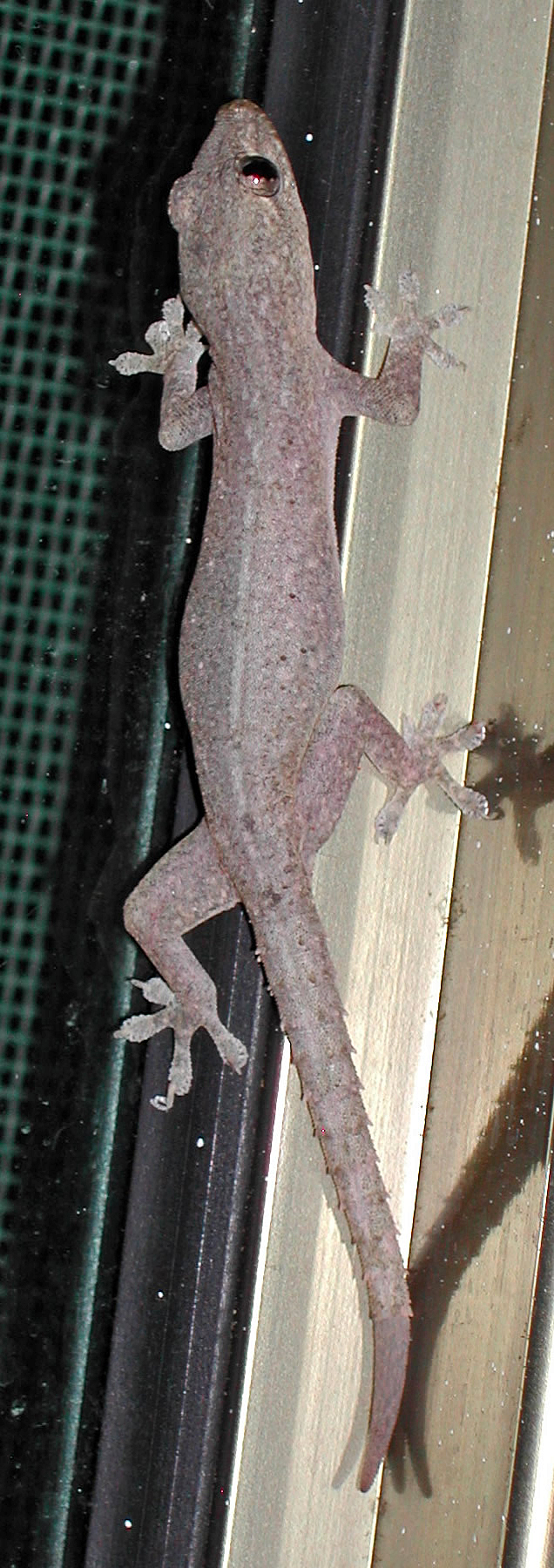
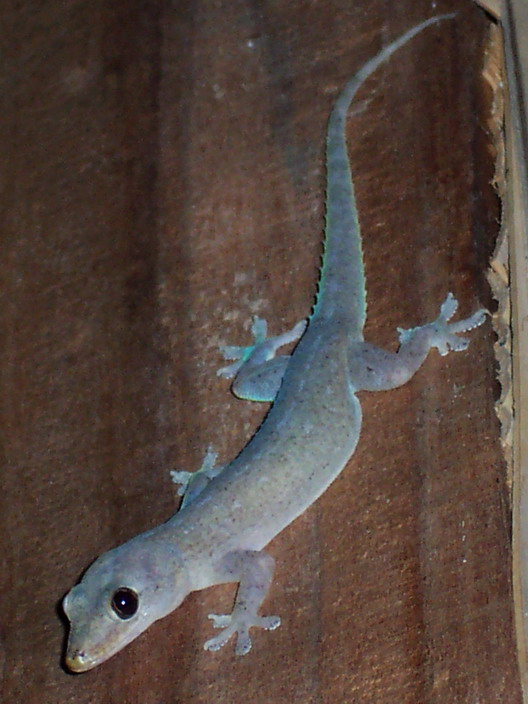
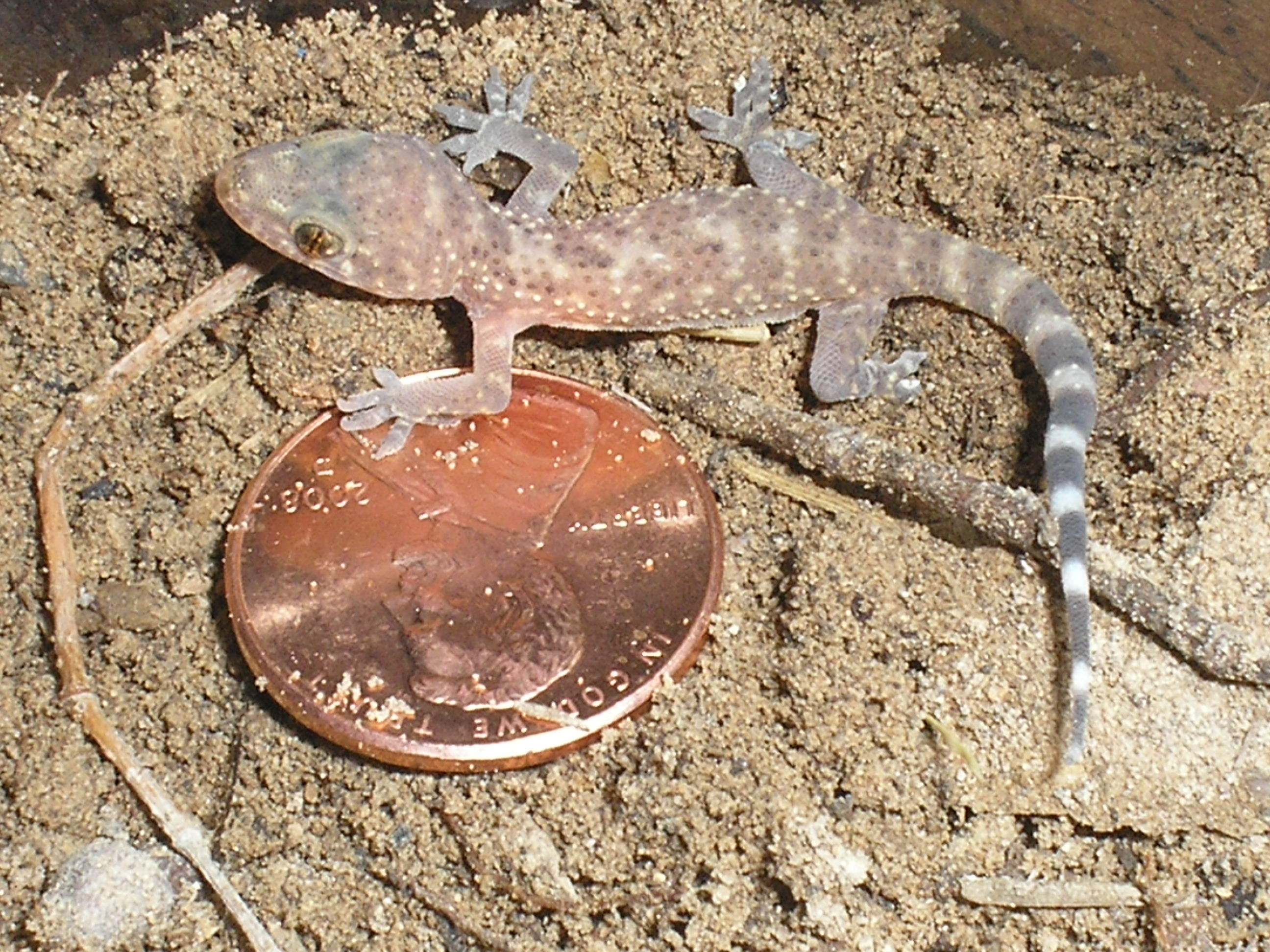